# کیریمیدو
کیریمیدو (به ایتالیایی: Cirimido) یک کومونه در ایتالیا است که در استان کومو واقع شده‌است.

## خصوصیات
کیریمیدو ۲٫۶ کیلومترمربع مساحت و ۲٬۰۵۲ نفر جمعیت دارد و ۲۹۰ متر بالاتر از سطح دریا واقع شده‌است.